# 麦角中毒
麦角中毒（／／）是长期麦角中毒的影响，在传统上，由于通过由感染黑麦和其它谷物的麦角菌真菌产生的生物碱的摄取，以及最近的许多基于麦角灵药物的作用。它也被称为圣安东尼之火（Saint Anthony's Fire）。

## 标志和症状
症状可大致分为惊厥症状和坏疽症状。 

### 惊厥
惊厥症状包括抽搐疼痛和痉挛，腹泻，皮肤感觉异常，瘙痒，精神的影响，包括躁狂或精神病，头痛，恶心和呕吐。通常情况下，胃肠道反应先于中枢神经系统的影响。

### 坏疽
干性坏疽是由真菌的麦角胺（ergotamine）-ergocristine生物碱诱导的血管收缩的结果。它会影响更弱的血管远端结构，如手指和脚趾。症状包括脱屑或脱皮，减弱周边脉搏，末梢感觉减退，浮肿，并最终死亡，受影响的组织的损失。血管收缩能被血管扩张剂治疗。